# Santiago Paiva
Santiago Martín Paiva Mattos, noto semplicemente come Santiago Paiva (Montevideo, 11 gennaio 1999), è un calciatore uruguaiano, attaccante del Guabirá.

## Carriera
Cresciuto nel settore giovanile del Danubio, ha debuttato in prima squadra il 26 novembre 2017 disputando l'incontro di Primera División Profesional perso 5-0 contro il Liverpool (M).